# Столкновение в Саманчи
Столкновение в Сама‌нчи — межплеменная рознь с участием Алимкула с дехканами Риштана, Ак-Йера и других окрестностных кишлаков за то, что они, заманив кыргызов в свои дома, заперли их там, а затем подожгли. Расправа произошла во время Гражданской войны в Кокандском ханстве.
По переписи населения Риштанской волости 1909 года, в Риштане проживало 6415 человек (преобладали таджики). В Ак-Йер проживало 3730 человек (преобладали узбеки). В Риштанской волости проживало 21811 человек (преобладали таджики и узбеки).

## Резня
Мулла Йунус Шигаул (кокандский хронист) описывает инцидент в местечке Саманчи (около Маргилана). Жители кишлаков Ак-Йер, Рашидан и других (их автор называет «бродягами и сбродом»), воспользовавшись объявлением в Коканде гонениями на кыргызов, напали на их селения, стали грабить и поджигать их дома. Автор пишет, что отступающие из Коканда отряды Алимкула заметили дым пожаров и, узнав в чём дело, из чувства племенной солидарности двинулись на Саманчи и опустошили кишлаки нападавших, учинив там поголовную резню. Трупы погромщиков и их семей были брошены в реку Саманчи. Автор добавляет, что в этот день из реки нельзя было пить воду.

### Книги
- Бейсембиев Т. К. Кокандская историография. Исследование по источниковедению Средней Азии XVIII-XIX веков. — Алматы: TOO «Print-S», 2009. — 1263 с. — ISBN 9965-482-84-5.
- Б.М. Бабаджанов. Кокандское ханство: власть, политика, религия. — Токио, Ташкент, 2010. — 744 с.
- Sergey Abashin. Список населённых мест Ферганской области. — Скобелев, 1909. — 160 с.